# テレビ朝日系列昼ニュース枠
テレビ朝日系列昼ニュース枠（テレビあさひけいれつひるニュースわく）は、テレビ朝日をはじめとするANN系列で、毎日昼に放送されている報道番組の一覧のことである。本枠は現在ANN加盟全局で放送している(日本テレビ系兼務の福井放送、日本テレビ・フジテレビ・テレビ朝日トリプルネットのテレビ宮崎は編成の軸となる系列の番組へ差し替えの場合あり)。

## 各番組の歴史
1959年の日本教育テレビ（NET）開局と共に朝日新聞制作の『NETニュース』として開始。1970年にANNが発足するとタイトルを『ANNニュース』に変更する。
1975年4月改編でTBS - 朝日放送（ABC）とNET - 毎日放送（MBS）のいわゆる腸捻転ネットが解消され、ABCが近畿地方のANN系列局になる。これに伴い朝・昼・夕方・夜の定時ニュースに専用タイトルを付けることとなり、昼は『ANNニュースライナー』と命名される。
NNNやFNNとのクロスネット局が多く、当初は大都市にしか単独系列局を展開できなかったNETは昼ニュースを加盟全局で放送できるようネット展開し、日本テレビ系兼務局では日本テレビ版「キユーピー3分クッキング」をネットするVHF局を中心に11:45-11:55に放送の「3分クッキング」を先行ネットにした上で「ニュースライナー」をNTV「NNN昼のニュース」との2系列連続放送でネット(逆にCBC版3分クッキングのネット地域・・・福島放送開局までの福島中央テレビと長野朝日放送開局までのテレビ信州は「ニュースライナー」のみネットしテレビ朝日系新局開局から「NNN昼のニュース」をネット開始)、県内ニュースは日本テレビ系番組のローカル枠扱いで放送した。唯一残った日本テレビ・テレビ朝日の組み合わせのクロスネット局福井放送は現在もこの編成を採用しており、NTV「ストレイトニュース」の後福井のニュースをはさみANNニュースをネットする。中京圏においても、名古屋テレビ放送と中京テレビ放送が並列で変則クロスネットだった時代、NBNでNNNとANNのニュースを連続放送していた。
フジテレビ系の兼務局ならびにトリプルネット局もおおむねテレビ朝日系番組のネット時間帯に昼を選び「ニュースライナー」をネットしたが、秋田テレビはフジテレビ系番組を一部差し替える形で昼ではなく朝(「ニュースセブン」)をネット、鹿児島テレビは夕方(「ニュースレーダー」)を選択した。当時のネット状況を把握できている局のうち「ニュースライナー」放送時にANNに加盟しながらテレビ朝日の昼全国ニュースを放送しなかったのはAKT・KTSと岡山放送の3局のみである(山形テレビもクロスネット期はフジテレビ系番組をネットしたがその後「ニュースライナー」愛称廃止数日前の1993年4月1日テレビ朝日系へ完全移籍)。
TBSとフジテレビが昼ニュースを30分番組にして以降、業務戦略上昼ニュースの増量が困難なテレビ朝日はこれをカバーするため『ニュースやきたてマドレーヌ』『NEWSプロフィール』等関東ローカルの報道番組を11:30 - 11:45に編成していた。その後1993年4月改編でネットニュース一体型ワイドショーとして11:30からの90分番組『ザ・ニュースキャスター』を開始するが、「おもいッきりテレビ」や「笑っていいとも！」などクロスネット局がメイン系列の番組を放送できるよう、「ニュースライナー」の愛称こそ廃止したものの、引き続き単独番組としてネット可能なフロート番組として番組内でANNニュースを編成した。この編成は現在の『ワイド!スクランブル』でも継承されている。
放送時間が短い都合と本枠直前の11時台がローカルセールス枠であることから、ローカルニュースは局によって放送時間が異なる。テレビ朝日に至っては2014年3月までローカルニュース枠がなかったため、月 - 金曜日は『ワイド!スクランブル・第1部』内の11:45 - 11:57（内包の『ANNニュース』の途中まで）に、土・日曜日は『ANNニュース』番組内で関東地方の天気予報を画面左上にテロップ表記していた。
なお、全曜日にわたって11:53に飛び降りポイントがある。土日は全系列局がこの時間よりローカルニュースあるいは天気予報を編成し、平日も福井放送が『ヒルナンデス!』（日本テレビ）放送のため飛び降りる。テレビ宮崎はかつて全曜日この時間よりローカルニュースを編成していたが、平日はローカルワイド番組を編成しているため、現在は土日のみの差し替えとなっている。これ以降もフジテレビ系列平日昼の情報番組枠は12:00飛び乗りとなっている。

## 主な番組
テレビ朝日が日本教育テレビ（NET）だった時の番組も含む。
- NETニュース（1959年2月 - 1969年12月）
- ANNニュース（第1期）（1970年1月 - 1975年3月30日）
- ANNニュースライナー（1975年3月31日 - 1993年4月4日）
- ANNニュース（第2期）（1993年4月5日 - ） 
  - 平日は『ザ・ニュースキャスター・第1部』に内包（1993年4月5日 - 1994年9月30日）
  - 平日は『お昼のN天ワイド』に内包（1994年10月3日 - 1997年9月26日）
  - 平日は『ワイド!スクランブル・第1部』に内包（1997年9月29日以降）
  - 土曜は『中居正広の土曜日な会』に内包（2024年1月13日 - 2024年12月21日）
  - 土曜は『ワイド!スクランブル サタデー』に内包（2025年4月5日 - ）
  - 日曜は『サンデースクランブル』に内包（2005年10月2日 - 2008年9月28日、2011年10月2日 - 2016年3月27日）